# Schwarzweißer Kammlangur
Der Schwarzweiße Kammlangur (Presbytis bicolor, Syn.: P. melalophos bicolor) ist eine Primatenart aus der Gruppe der Schlankaffen (Presbytini), die in einem kleinen Gebiet auf der indonesischen Insel Sumatra vorkommt. Das Verbreitungsgebiet liegt im Osten der Insel zwischen den Flüssen Indragiri im Norden und Batang Hari im Süden und umfasst damit die Mitte und den Norden der Provinz Jambi und einen kleinen Streifen im Süden von Riau. 

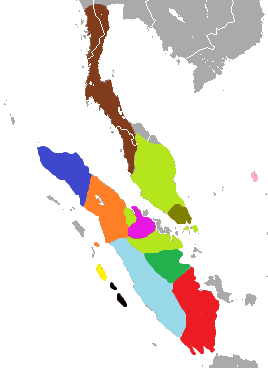
Das Verbreitungsgebiet des Schwarzweißen Kammlanguren

## Merkmale
Der Schwarzweiße Kammlangur erreicht eine Kopf-Rumpf-Länge von etwa 33 bis 35,5 cm (Männchen) bzw. von 34 bis 38 cm (Weibchen), hat eine Schwanzlänge von 64 bis 72,5 cm (Männchen) bzw. von 66 bis 84 cm (Weibchen), sowie ein Gewicht von 4,9 bis 7,2 kg (Männchen) und 5,1 bis 8,5 kg (Weibchen). Das Rückenfell und die Außenseiten der Arme sind dunkel schokoladenbraun, die Oberseite der Füße, der Hände und die Oberseite des Schwanzes sind schwarz. Kehle, Bauch, die Innenseiten der Gliedmaßen und die Unterseite des Schwanzes sind weißlich. Der helle Haarschopf auf dem Kopf hat einen dunklen Mittelstreifen und eine schwarze Spitze. Die Region um die Augen ist grau oder blaugrau, das Maul schwarz, das Kinn grau oder rosa. Jungtiere sind weißlich-grau mit einem dicken, dunklen Rückenstreifen.

## Lebensweise
Der Schwarzweiße Kammlangur kommt in Regenwäldern vor allem in hügeligen und bergigen Regionen vor. Er ist territorial und lebt in Gruppen mit einem Männchen und mehreren Weibchen mit ihren Jungen. Die Affen ernähren sich vor allem von jungen Blättern, Früchten, Blüten und Samen.

## Gefährdung
Über eine eventuelle Gefährdung des Schwarzweißen Kammlangurs liegen seitens der International Union for Conservation of Nature and Natural Resources (IUCN) keine Angaben vor, da die Datengrundlage nicht ausreichend ist (Data Deficient).